# Эликонас
Эликонас (греч. Ελικώνας) — деревня в Греции. Деревня находится в Беотии высоко на склонах горы Геликон в естественной лощине.
До 1953 года село называлось Зерики/я (греч. Ζερίκια και Ζερίκι). Старая этимология его имени славянская и происходит от «озеро».
Зерики относятся к селениям арванитов, возникшим в конце 14 века. С конца 19 века до середины 20 века Зерики был большой деревней с населением более 1000 человек. Деревня была внезапно заброшена после окончания Гражданской войны в Греции, а её жители эмигрировали за границу и в большие города, причем значительная часть из них создала свой район рядом со средневековым франкским замком в Левадии, называемым «Загарис».
До 1980-х годов к селу не было дороги.